# Норберт Гоф
Норберт Гоф (нім. Norbert Hof, 2 лютого 1944, Відень — 4 липня 2020) — австрійський футболіст, що грав на позиції захисника, зокрема за віденські «Вінер Шпорт-Клуб» та «Рапід», а також за національну збірну Австрії.
Молодший брат іншого австрійського футболіста Еріха Гофа.

## Клубна кар'єра
У дорослому футболі дебютував 1962 року виступами за команду «Вінер Шпорт-Клуб», в якій провів два сезони, взявши участь у 12 матчах чемпіонату. Згодом сезон 1964/65 провів у віденському ж «Ваккері» (Відень), після чого ще на чотири сезони повернувся до «Вінер Шпорт-Клубу».
Протягом сезону 1969/70 грав у німецькій Бундселізі у складі «Гамбурга». Згодом повернувся на батьківщину, де ще один сезон провів у «Шпорт-Клубі», після чого 1970 року приєднався до ще однієї віденської команди, «Рапіда». У її складі провів наступні п'ять років своєї кар'єри гравця, протягом яких двічі, у 1972 і 1976 роках, здобував Кубок Австрії.
Завершував ігрову кар'єру у добре йому знайомому «Вінер Шпорт-Клубі» протягом 1976–1980 років.

## Виступи за збірну
1968 року дебютував в офіційних матчах у складі національної збірної Австрії.
Загалом протягом кар'єри у національній команді, яка тривала 8 років, провів у її формі 33 матчі, забивши 1 гол.
Помер 4 липня 2020 року на 77-му році життя.

## Титули і досягнення
- Володар Кубка Австрії (2):

«Рапід» (Відень): 1971-1972, 1975-1976